# ジョホール・ダルル・タクジムFC
ジョホール・ダルル・タクジムFC（マレー語: Kelab Bola Sepak Johor Darul Ta'zim、英: Johor Darul Ta'zim Football Club、略称：JDT FC）は、マレーシア・ジョホール州ジョホールバルをホームタウンとする、マレーシアプロサッカーリーグ（マレーシア・スーパーリーグ）に加盟するプロサッカークラブ。
ジョホール州の政府機関によって創設され、リーグの規模を超越する人件費をかけており、リーグ制覇を“通過点”とし、アジア制覇に照準を合わせたチーム編成を行っている。

## 概要
ジョホール・ダルル・タクジムFCは1972年に創立した。略字表記のJDTとも呼称される。ホームタウンはジョホール州ジョホールバルである。
東南アジア屈指のお金持ちクラブで、現在マレーシアスーパーリーグに参加している多くのクラブと異なり、ジョホール州のサッカー協会が結成に関わったクラブではなく、ジョホール州の経済開発庁(マレー語: Perbadanan Kemajuan Ekonomi Negeri Johor)体育局によりPerbadanan Kemajuan Ekonomi Negeri Johor FC(PKENJ FC)として1972年に創設された。2012年12月、ダルル・タクジムFCへとクラブ名称が変更になることが明らかになった。通称ジョホール・サザン・タイガースとしても知られている。

## 歴史
AFCチャンピオンズリーグの前身であるアジアクラブ選手権には1996-97シーズンに参戦しており、2回戦で横浜マリノスと対戦している。
2012年
ジョホールFAからクラブ名をジョホール・ダルル・タクジムFCへ変更した。
2015年
2015年、AFCカップ2015決勝でイスティクロルに1-0で勝利し、初優勝を果たした。1967年のアジアクラブ選手権1967でセランゴールがマレーシア勢として初めて国際大会の決勝に進出したが、ハポエル・テルアビブに敗れているため、マレーシア勢として初の国際タイトル獲得となる。
2016年
4月25日、日本プロサッカーリーグ所属の北海道コンサドーレ札幌とクラブ間提携パートナーシップを締結したことを発表した。
マレーシア・スーパーリーグでは3連覇を達成した。
2017年
AFCチャンピオンズリーグの本戦をかけて予選2回戦から出場した。1月31日、AFCチャンピオンズリーグ2017の予選2回戦アウェイでタイのバンコク・ユナイテッドと戦い1-1(PK戦5-4)で勝利した。2月7日にはAFCチャンピオンズリーグ2017のプレーオフラウンドで本戦出場をかけてアウェイで日本のガンバ大阪と戦うも0-3で敗れた。
2019年
AFCチャンピオンズリーグでは本戦から出場し、クラブ史上初の本戦初出場を果たした。グループリーグでは、第5節で前回優勝の鹿島アントラーズにホームで1-0で勝利し、大会初勝利を挙げたが、1勝1分4敗のグループ最下位に終わり、グループリーグ敗退となった。
2020年
AFCチャンピオンズリーグでは、2年連続で本戦から出場し、グループリーグ第2節終了時点で1勝1敗の勝点3となっていたが、新型コロナウイルス感染拡大による影響で開催延期となり、11月より集中開催の地カタールに渡航予定だったが、マレーシア政府より渡航許可が下りず、AFCより「大会参加辞退」扱いとされ、既に消化しているグループリーグ2試合の結果も無効となった。
2025-26シーズン
ナチョ・メンデス、ジョアン・フィゲイレド、ジョン・イラサバル、ヘクター・ヘヴェルといったヘリテージ・プレーヤー（マレーシアにルーツを持つ選手）が加入。いずれも国内選手として登録されるほか、ナチョを除く3人はマレーシア代表に招集されており、
2025年6月10日に行われたAFCアジアカップ2027の3次予選のベトナム戦で先発出場していた。

## タイトル

### 国内タイトル
- ディビジョン 1 / プレミア 1 / スーパーリーグ：11回
  - 2014, 2015, 2016, 2017, 2018, 2019, 2020, 2021, 2022, 2023, 2024-25
- ディビジョン 2 / プレミア 2 / プレミアリーグ：1回
  - 2001
- マレーシアカップ：2回
  - 2017, 2019
- FAカップ：2回
  - 2016, 2022
- チャリティ・シールド：8回
  - 1986, 2015, 2016, 2018, 2019, 2020, 2021, 2022
- FAMカップ：2回
  - 1994, 1995

### 国際タイトル
- AFCカップ：1回
  - 2015

## 現所属メンバー
2023年1月1日現在
注：選手の国籍表記はFIFAの定めた代表資格ルールに基づく。
| No. | Pos. |                | 選手名                     |
| --- | ---- | -------------- | -------------------------- |
| 1   | GK   | マレーシア     | ファリザル・マリアス       |
| 2   | DF   | マレーシア     | マシュー・デイヴィス       |
| 3   | DF   | マレーシア     | アダム・ノル・アズリン     |
| 4   | MF   | マレーシア     | アフィク・ファザイル       |
| 5   | MF   | マレーシア     | シャマル・クティ・アバ     |
| 6   | MF   | イングランド   | 温紹康                     |
| 7   | DF   | マレーシア     | アイディル・ザフアン ()    |
| 8   | MF   | マレーシア     | サフィク・ラヒム           |
| 9   | FW   | ブラジル       | ベルクソン                 |
| 10  | MF   | アルゼンチン   | レアンドロ・ベラスケス     |
| 12  | DF   | マレーシア     | クナンラン・スブラマニアム |
| 13  | MF   | マレーシア     | モハマドゥ・スマレー       |
| 14  | DF   | オーストラリア | シェーン・ローリー         |
| 15  | DF   | マレーシア     | フェロズ・バハルディン     |
| 16  | MF   | マレーシア     | ダニエル・アミール         |
| 17  | FW   | マレーシア     | ラマダン・サイフッラー     |
| 18  | FW   | マレーシア     | ハズワン・バクリ           |

| No. | Pos. |              | 選手名                         |
| --- | ---- | ------------ | ------------------------------ |
| 19  | MF   | マレーシア   | アヒヤール・ラシド             |
| 21  | MF   | マレーシア   | ナズミ・ファイズ               |
| 22  | DF   | マレーシア   | ラヴェール・コービン＝オング   |
| 23  | DF   | フィリピン   | カルリ・デ・ムルガ             |
| 26  | GK   | マレーシア   | ハジク・ナズリ                 |
| 28  | FW   | マレーシア   | シャフィク・アフメド           |
| 30  | MF   | マレーシア   | ナチョ・インサ                 |
| 31  | FW   | マレーシア   | ギリェルメ・デ・パウラ         |
| 32  | DF   | マレーシア   | シャフルル・サード             |
| 33  | DF   | マレーシア   | ダニエル・ティン               |
| 38  | DF   | マレーシア   | ジュニオール・エルドストール   |
| 42  | MF   | マレーシア   | アリフ・アイマン               |
| 45  | FW   | イタリア     | フェルナンド・フォレスティエリ |
| 91  | DF   | マレーシア   | シャフミ・サファリ             |
| 92  | MF   | ガボン       | レヴィ・マディンダ             |
| --  | FW   | アルゼンチン | ホナタン・エレーラ             |

## 歴代監督
- Ron Smith 1999
- Bruce Stowell 2000-2001
- Raul Carrizo 2005
- Ramlan Rashid 2006-2010
- Azuan Zain 2011
- K. Devan 2012
- Sazali Saidon 2012
- ファンディ・アマド 2012–13
- Azmi Mohamed (暫定) 2013
- セサル・フェランド 2013-2014
- ボヤン・ホダック 2014-2015
- マリオ・ゴメス 2015-2017
- ベンハミン・モラ 2017, 2020-2022.7
- エクトル・ビドグリオ 2022.7-12
- エステバン・ソラーリ 2022.12-

## 歴代所属選手
- トラヴィス・ドッド 2004
- 石田博行 2006
- ダニエル・ゴンサレス・グイサ 2012.11-2013
- シモーネ・デル・ネロ 2012.11-2013
- レオネル・ヌニェス 2013
- パブロ・アイマール 2013.09-2014.04.21
- バイハッキ・カイザン 2014
- ルシアーノ・フィゲロア 2014-2015

## スタジアム

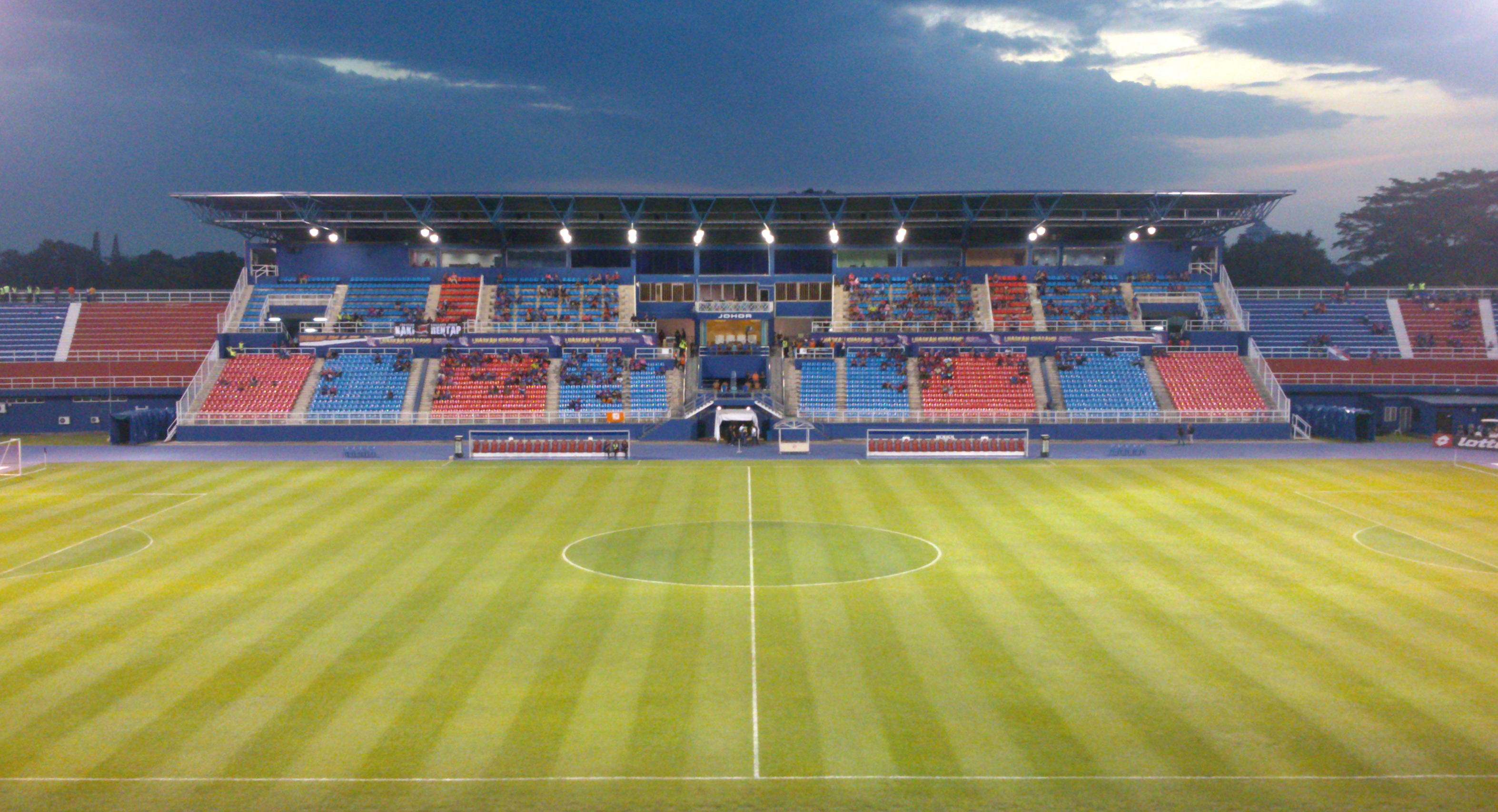
タン・スリ・ダト・ハジ・ハッサン・ユーヌス・スタジアム

- ホームスタジアムはマレーシアのジョホール州ジョホールバルにある多目的スタジアムのタン・スリ・ダト・ハジ・ハッサン・ユーヌス・スタジアムである。通称ラルキン・スタジアム。日本代表が史上初めてW杯出場を決めた「ジョホールバルの歓喜」で有名なスタジアムである。2016年に新スタジアムの建設計画が発表されている。

## 提携クラブ
- 北海道コンサドーレ札幌